# Константин Добрынич
Константи́н Добры́нич (умер в 1022) — новгородский посадник в 1017—1019 годах, сын и преемник Добрыни, воспитателя великого князя Владимира Святославича.

## Биография
Константин был сыном и преемником Добрыни, воспитателя великого князя Владимира Святославича. 
В 1017 году Константин был объявлен новгородским посадником. В 1018 году Ярослав Владимирович (Мудрый), потерпев на юге поражение от Болеслава Храброго и Святополка, бежал в Новгород и приготовился бежать далее, «за море». Но Константин Добрынич и новгородцы, изрубив его суда, сказали князю, что они хотят биться за него с Болеславом и Святополком. Они собрали деньги, наняли варягов и сами вооружились. Несмотря на эту услугу, Ярослав в 1019 году за что-то разгневался на Константина и заточил его, по более поздним летописным известиям, на 3 года в Ростове. Затем Константин был переведён в Муром и там, на реке Оке, был убит в 1022 году.

## Семья
По Д. Прозоровскому и Шахматову (сведения о своих предках дали авторам Начального свода Вышата и Ян Вышатич), семья Константина выглядела так:
- Малк Любчанин
  - Малуша
  - Добрыня (воевода)
    - Константин Добрынич
      - Остромир; жена: Феофана
        - Вышата
          - Путята Вышатич
          - Ян Вышатич жена: Мария
            - преподобный Варлаам

        - Порей
        - неизвестный по имени сын